# Kiikkusaari
Kiikkusaari är en ö i sjön Juuanjärvi och i kommunen Juga i landskapet Norra Karelen, i den centrala delen av Finland. Öns area är 1,9 hektar och dess största längd är 230 meter i öst-västlig riktning.